# Noah Lovisa
Noah Lovisa (* 21. Juni 2000 in Zürich) ist ein Schweizer Fussballspieler.

## Karriere
Lovisa begann seine Laufbahn beim FC Zürich, bei dem er zur Rückrunde der Spielzeit 2017/18 in das erweiterte Kader der zweiten Mannschaft befördert wurde. Er gab sein Debüt in der Promotion League, der dritthöchsten Schweizer Spielklasse, am 3. März 2018 (18. Spieltag) beim 3:1 gegen den SC Kriens, als er in der 83. Minute für Lavdrim Rexhepi eingewechselt wurde. Bis Saisonende kam er zu fünf Einsätzen in der Promotion League. Im Juni 2018 erreichte er unter Trainer Massimo Rizzo mit der U18 den Meisterschaftsfinal im St. Jakob Park gegen den FC Basel, der mit 1:4 verloren ging.
2018/19 folgten 7 Partien für die Reserve des FCZ. Im September 2019 schloss er sich der zweiten Mannschaft des FC Sion an. Bis zum Abbruch der Saison nach 17 Spieltagen aufgrund der COVID-19-Pandemie absolvierte er zwei Partien für die Sittener in der Promotion League. 2020/21 avancierte er zum Stammspieler des FC Sion II und kam in dieser Spielzeit auf 19 Drittligaspiele (ein Tor). Zudem debütierte er am 28. Januar 2021 (16. Spieltag) für die erste Mannschaft in der Super League, als er beim 2:3 gegen den FC Basel in der 62. Minute für Léo Lacroix eingewechselt wurde. Anfang März kam er zu seinem zweiten und letzten Einsatz der Spielzeit für die Profis.
Mitte Juni 2021 wechselte Lovisa zurück in den Kanton Zürich in die Challenge League zum FC Winterthur, bei dem er einen Vertrag mit einer Laufzeit von zwei Jahren unterschrieb. Allerdings bestritt er kein Spiel für die erste Mannschaft. Vielmehr wurde er nur bei der U 21-Mannschaft eingesetzt, die in der 1. Liga Classic, der vierthöchsten schweizerischen Spielklasse spielt. Dort kam er auf 19 von 26 möglichen Ligaspielen, in denen er ein Tor schoss.
In der neuen Saison 2022/23 bestritt er kein Spiel für Winterthur. Ende Juli 2022 wechselte er zum FC Rapperswil-Jona in die Promotion League, der dritthöchsten schweizerischen Spielklasse. Dort bestritt er 31 von 34 möglichen Ligaspielen und zwei Pokalspiele. Mitte Juni 2023 erfolgte ein erneuter Vereinswechsel zum Bahlinger SC in der deutschen Regionalliga Südwest. In seiner Saison bestritt er dort 28 von 34 möglichen Ligaspielen und vier Spielen im südbadischen Pokal mit einem geschossenen Tor. Anfang Mai 2024 wurde sein Vertrag verlängert, wobei die genaue Dauer nicht bekanntgegeben wurde.